# Lacinularia flosculosa
Lacinularia flosculosa är en hjuldjursart som först beskrevs av Müller 1773.  Lacinularia flosculosa ingår i släktet Lacinularia och familjen Flosculariidae. Inga underarter finns listade i Catalogue of Life.

## Bildgalleri

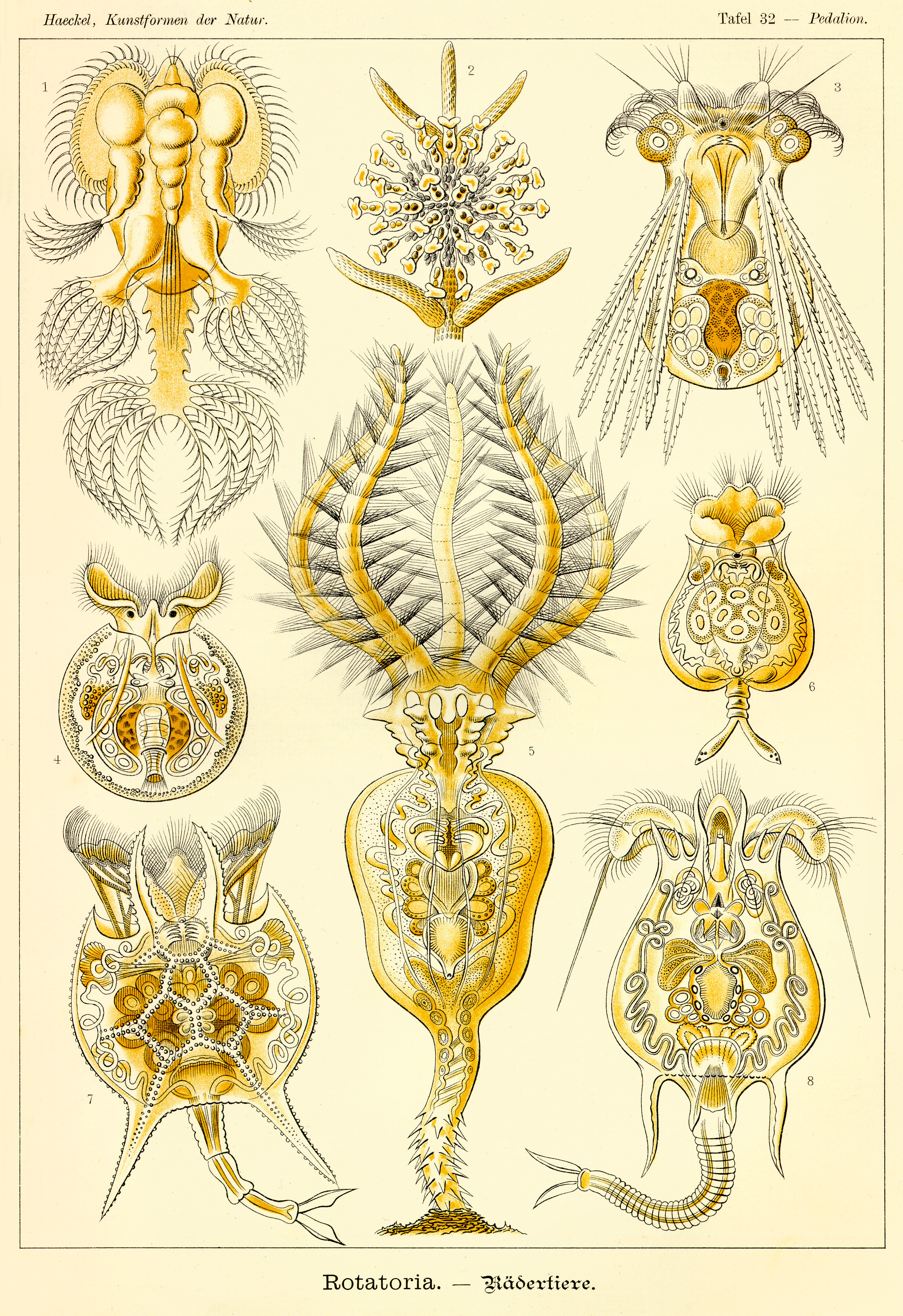